# 谷仓 (冬季两项运动员)
谷倉（2002年3月16日—）是一名中國男子越野滑雪、冬季兩項運動員。2025年，他在亞洲冬季運動會冬季兩項比賽上獲得男子10公里競速及男子4×7.5公里接力項目銅牌。

## 外部連結
- Cang Gu在Olympedia（英语）